# 氯喹
氯喹（INN：chloroquine）又稱氯化奎寧，是一種常用於預防及治療瘧疾的藥物，特別適用於對此藥物尚未產生抗藥性瘧原蟲所分佈的地區。而某些類型的瘧疾、抗藥性菌株和複雜病例通常需要使用不同或添加額外的抗瘧藥。氯喹偶爾也用於治療消化道外阿米巴病、類風濕性關節炎和紅斑狼瘡。雖然尚未對個體於懷孕期間使用對於胎兒影響作正式研究，但似乎不會造成風險。在嚴重特殊傳染性肺炎疫情（COVID-19）大流行初期就曾有使用氯喹治療這種病症的研究，但相關工作在2020年夏季基本上即已停止，且美國國家衛生院並不建議將其用於此目的。此藥物係透過口服方式給藥。
使用後常見的副作用有肌肉問題（如肌肉無力、疼痛及抽筋）、食慾不振、腹瀉和皮疹。嚴重的副作用有視力問題、肌肉損傷、癲癇發作和再生不良性貧血。氯喹是4-氨基喹啉類藥物的一種。作為抗瘧藥時，它可對抗瘧原蟲於紅血球內的無性體階段。醫界對於其在類風濕性關節炎和紅斑狼瘡中的作用機制尚不清楚。
氯喹於1934年由在拜耳藥廠服務的化學家漢斯·安德薩格及其同事共同發現。它已被納入世界衛生組織基本藥物標準清單之中。市面上有其通用名藥物流通。

## 醫療用途

### 瘧疾

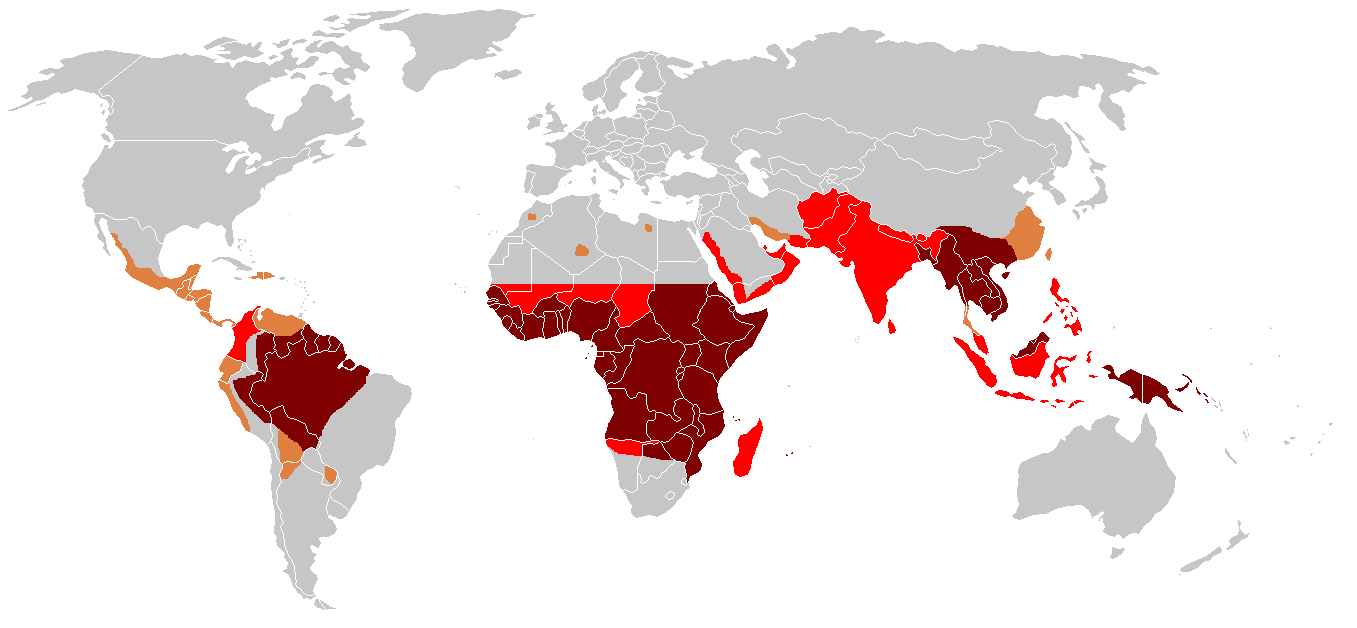
世界瘧疾流行區域分佈圖:
o 抗氯喹或多重抗藥瘧疾病例發生率增加區域
o 抗氯喹病例發生區域
o 無惡性瘧原蟲或抗氯喹病例區域
o 無瘧疾病例區域

此藥物已長久用於治療和預防間日瘧原蟲、卵形瘧原蟲和三日瘧原蟲引起的感染。但通常不會用於治療惡性瘧原蟲引發的感染，原因是此種瘧原蟲普遍具有抗藥性。
由於氯喹經歷過大規模藥物投放，因而導致瘧原蟲對其產生抗藥性，之後抗藥性開始散佈。建議個體在用藥之前先檢查藥物在該地區是否仍然有效。在已發生抗藥性的地區，可使用其他抗瘧藥，例如美爾奎寧或是阿托伐醌。美國疾病管制與預防中心（CDC）建議不要單獨使用氯喹治療瘧疾，使用複方抗瘧製劑會更有效。

### 阿米巴病
在治療阿米巴肝膿瘍時，如果使用甲硝唑或其他5-硝基咪唑類藥物於五天內病情尚無改善，或對前述藥物不耐受的時候，可考慮使用氯喹代替或作為輔助藥物。

### 風濕性疾病
由於氯喹可輕度抑制人體免疫系統，因此可用於治療一些自體免疫性疾病，例如類風濕性關節炎，且有仿單標示外使用的作法，以治療紅斑狼瘡。

## 副作用
使用此藥物後的副作用有視力模糊、噁心、嘔吐、腹部絞痛、頭痛、腹瀉、腿部/腳踝腫脹、呼吸急促、嘴唇/指甲/皮膚蒼白、肌肉無力、容易瘀傷/出血、聽力和精神問題。
- 不自主/不受控制的運動（包括舌頭和臉部抽搐、遲發性運動不能和肌張力障礙）[16][18]
- 耳聾或耳鳴[17]
- 噁心、嘔吐、腹瀉、腹部絞痛[16]
- 頭痛[17]
- 精神/情緒變化（如困惑、性格改變、異常想法/行為、憂鬱、感覺受到監視、產生幻覺）[16][17]
- 嚴重感染跡象（如發高燒、嚴重發冷、持續喉嚨痛）[16]
- 皮膚搔癢、膚色改變、脫髮和皮疹[17][19]
  - 氯喹引起的搔癢在非洲黑人 (70%) 中甚為常見，但在其他人種中則不常見。此症狀會隨年齡增長而增加，且會嚴重到讓患者停止依從藥物治療。此狀況在瘧疾發燒期間升高，其嚴重程度與血液中瘧原蟲的數量有關。一些證據顯示它與遺傳有關聯，並且與氯喹與中樞或週邊阿片樣肽受體的作用有關聯。[20]
- 引發乾癬患者嚴重發作[18]
- 用藥者口中有令人不快的金屬味
  - 採用"味掩蔽和控釋"技術，如多重乳劑，可降低此不良反應。[21]
- 氯喹視網膜病變（英语：Chloroquine retinopathy）（一種不可逆的視網膜損傷）[18]
- 心電圖像發生變化[22]
  - 可能是傳導障礙（束支傳導阻滯、房室傳導阻滯）或心肌病變 - 通常伴隨肥大、限制性生理和充血性心臟衰竭。這些變化可能為不可逆。但此風險屬於罕見。
- 全血球減少症（英语：Pancytopenia）、再生不良性貧血、可逆性粒細胞缺乏症（英语：agranulocytosis）、血小板減少症、嗜中性白血球低下[18]
- 紫質症患者病情惡化[18]

### 懷孕
懷孕個體服用建議劑量以預防瘧疾，尚無證據顯示會對胎兒產生任何有害影響。少量的氯喹會進入進行母乳哺育個體的乳汁中，然而對於嬰兒並無害處。在小鼠身上的研究顯示帶有放射性標記的氯喹會迅速穿過胎盤，並積聚在胎兒的眼睛中，藥物從身體其他部位清除後的五個月內，眼睛仍會有藥物留存。懷孕期間前往瘧疾流行區，可能會增加感染瘧疾的風險，對孕婦和胎兒的健康造成潛在威脅。因此建議孕婦或有懷孕計畫的女性，除非有必要，否則應避免。

### 年長者
沒有足夠的證據來確定65歲及以上的人服用氯喹是否安全。由於此藥物由腎臟清除，對於腎功能較差者（尤其是年長者）使用時，應仔細監測毒性。

## 藥物交互作用
氯喹具有多種藥物交互作用，臨床應用時需謹慎:
- 氨苄西林 – 氯喹可能會降低其在使用者體內的濃度、[18]
- 抗酸藥 – 可能會降低使用者吸收氯喹的能力、[18]
- 西咪替丁 – 可能會抑制氯喹的代謝，導致使用者體內含量增加、[18]
- 環孢素 – 使用者體內氯喹的濃度可能會增加、[18]和
- 梅爾奎寧 – 可能會升高使用者的抽搐風險。[18]

## 過量
服用氯喹過量時的死亡風險率約為20%。藥物會被腸道迅速吸收，通常症狀在一小時內就會出現。服用過量後的症狀有嗜睡、視力改變、癲癇發作、呼吸中止、心室顫動和低血壓等心臟問題。也可能發生低血鉀。
用於治療瘧疾患者的常用劑量為10毫克/公斤，但在20毫克/公斤劑量時，會開始在使用者身上出現毒性，在30毫克/公斤劑量時可能會導致死亡。只要一/二顆藥片就可能讓6歲以下的兒童致命。
對於藥物過量的治療建議有早期使用機械換氣、心臟監測和施用活性碳。可能需要靜脈注射液體和血管收縮劑，其中腎上腺素是首選。癲癇發作可用苯二氮平類藥物治療。可能需用到氯化鉀靜脈注射，但這可能會導致疾病後期發生高血鉀症。尚未發現透析能發揮療效。

## 藥理
人體吸收氯喹的速度很快，主要經由消化道。它會廣泛分佈於身體組織中。血漿中的蛋白質結合率為46%至79%。代謝在肝臟進行，產生的主要代謝物為去乙基氯奎。有≥50%以原形藥物形式經由尿液排出，尿液酸化會加快消除速率。此藥物可擴散到人體的脂肪組織中，因而有很高的分佈體積。
藥物累積可能會導致沉積，而造成使用者視力模糊和失明。它和相關的奎寧與視網膜毒性病例有關，特別是當以較高劑量、較長時間使用之後。

## 作用機制

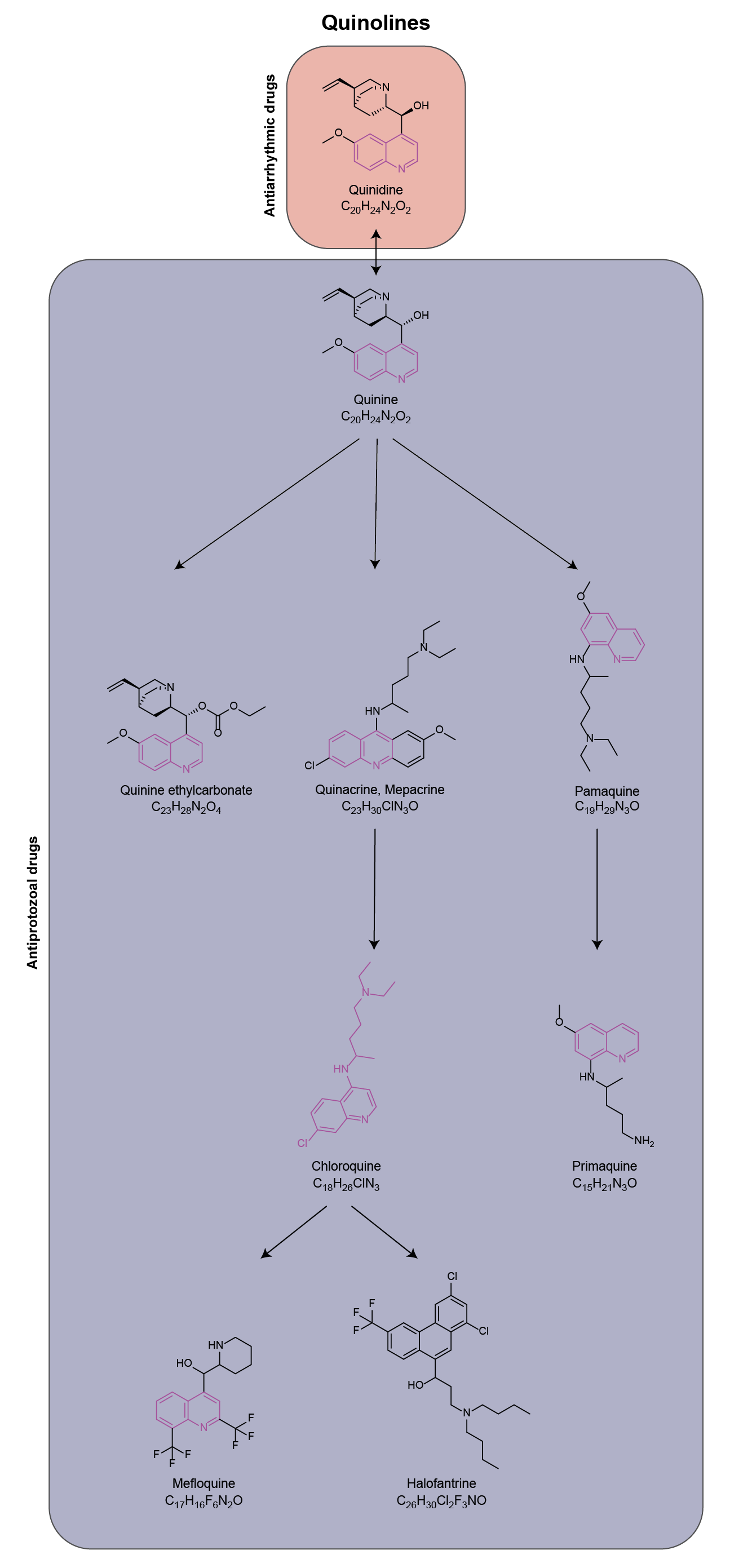
喹啉類藥物（4-氨基喹啉是此藥物中的一組成員）。

### 瘧疾

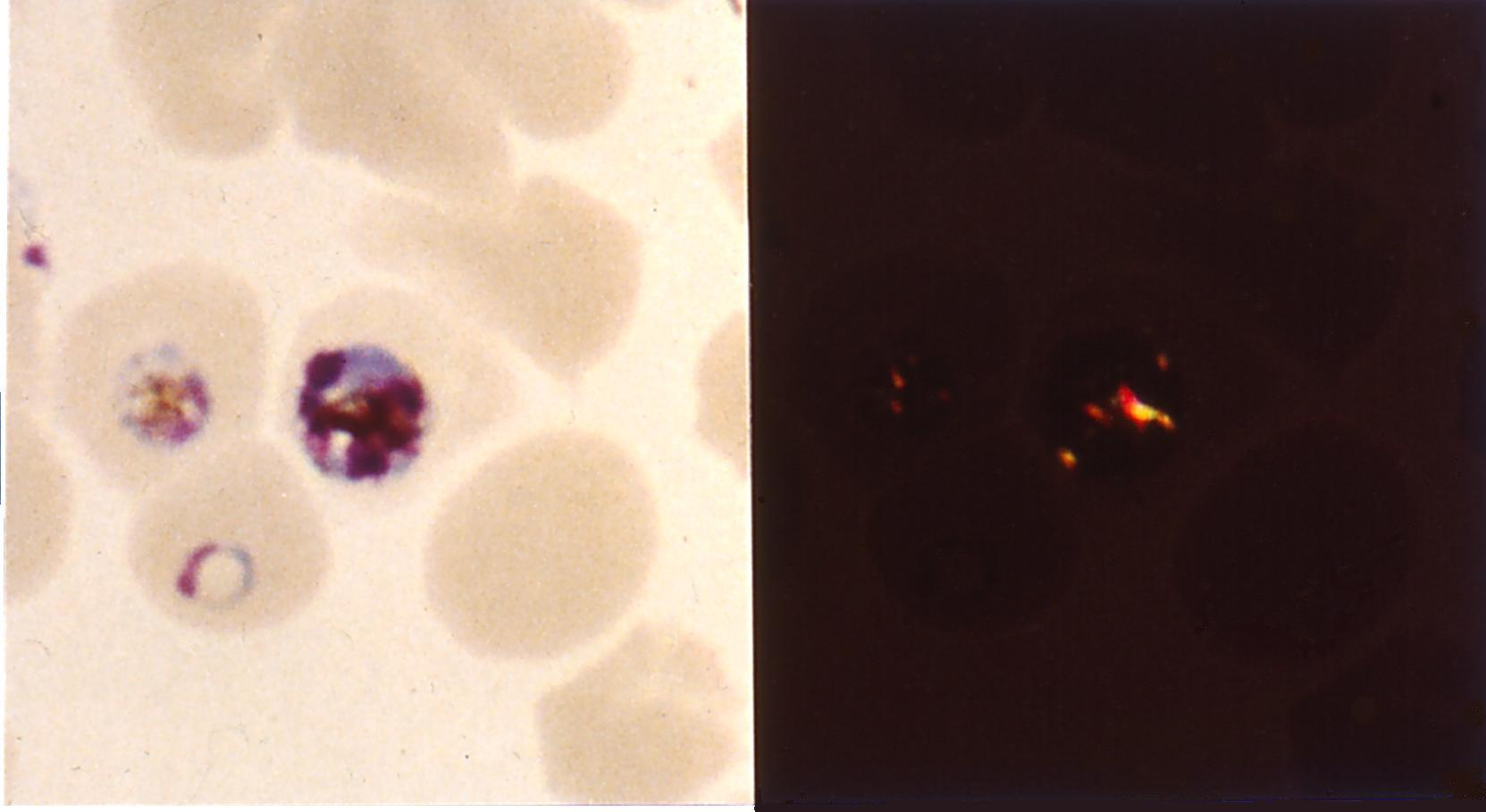
惡性瘧原蟲瘧色素的形成：多種抗瘧藥能有效抑制瘧色素晶體生長。左：吉姆薩染液薄血塗片。右：同一視角的偏光顯微鏡觀察（放大倍數 x 3000）。

氯喹之所以能有效對抗瘧疾，主要歸功於它的溶酶體特徵 - 能聚集在瘧原蟲酸性的食物泡內。這種特性讓氯喹得以干擾寄生蟲（瘧原蟲）的生存過程所需。此外，此藥物還能進入人類細胞內，因此被廣泛用於體外（in vitro）研究脂類、自噬和細胞凋亡等相關疾病。
在人類紅血球內，處於無性生命週期階段的瘧原蟲必須降解血紅素以獲得必需的胺基酸，寄生蟲需要這些胺基酸來建構自己的蛋白質和進行能量代謝。消化是在寄生細胞的液泡中進行。
瘧原蟲首先在肝細胞中生長和繁殖，然後進入血液，侵入紅血球並進行另一次複製。瘧原蟲在感染的紅血球中於其食物液泡中消化血紅素，導致血紅素釋放。游離血紅素對瘧原蟲有毒性，而瘧原蟲隨後通過二聚化和聚合將血紅素轉化為瘧色素並經解毒過程將其隔離。隨著瘧原蟲發育，瘧色素會釋放進入宿主血液循環中，誘導發炎反應，引起疾病臨床表現。
氯喹透過簡單擴散進入紅血球，抑制寄生蟲細胞和消化液泡。氯喹（CQ）隨後被質子化（成為CQ2+），因為消化液泡是酸性的（pH值4.7），氯喹因而無法通過擴散離開。氯喹封住瘧色素分子以防止血紅素進一步進行生物結晶，而導致血紅素積聚。氯喹與血基質（FP，為血紅素的前體，在骨髓和肝臟中生物合成）結合形成FP-氯喹複合體，這種複合體對瘧原蟲細胞具有高度毒性並會破壞其膜的功能。有毒的FP-氯喹和FP的作用導致細胞溶解，最終導致寄生蟲細胞自消化。因此不形成瘧色素的寄生蟲就會對氯喹具有抗藥性。

### 抗藥性
自1950年代首次有惡性瘧原蟲對氯喹具抗藥性記錄後，抗藥性菌株已分佈於東非和西非、東南亞以及南美洲。隨著瘧原蟲抗藥性菌株進化，氯喹對抗惡性瘧原蟲的效力隨之下降。
具抗藥性的瘧原蟲能使用跨膜泵快速從消化液泡中去除氯喹。這種瘧原蟲排出氯喹的速度是那些對氯喹據敏感瘧原蟲蟲的40倍，此跨膜泵由惡性瘧原蟲氯喹抗性轉運蛋白 (PfCRT) 基因編碼。這種泵的自然功能是運輸肽，但當泵發生突變後，作為肽泵的功能受到損害。而因為運輸肽類的功能降低，瘧原蟲在獲取營養、維持生理機能等方面就會受到限制，其生存能力也會受不利影響。
鈣通道阻滯劑維拉帕米已被發現可恢復氯喹的濃度能力和藥物有效性。其他已被證明可逆轉對氯喹具抗藥性的藥物有氯苯那敏、吉非替尼、伊馬替尼、塔利奎達和唑喹達。

### 抗病毒作用
氯喹對某些病毒具有抑制作用。它增加晚期胞內體和溶酶體的pH值，導致病毒從胞內體或溶酶體的釋放能力受損（由於病毒需要較低的pH值才能釋放），病毒因此無法將其遺傳物質釋放到細胞中以進行複製。

氯喹似乎也充當鋅離子載體，讓細胞外鋅進入細胞並抑制病毒RNA依賴性RNA聚合酶，讓病毒無法有效增殖。

## 歷史
歐洲殖民者在17世紀發現秘魯的原住民會剝下金雞納樹的樹皮，使用其萃取物來對抗感冒和發燒。 這種草藥於1633年被引入歐洲，作相同用途，也開始用於治療瘧疾。 並於1820年從萃取液中分離出抗瘧藥 - 奎寧。:130–131
德國政府於第一次世界大戰結束後開始尋求奎寧的替代物。氯喹是一種具相同作用機制的合成類似物，由在拜耳服務的漢斯·安德薩格和同事們於1934年發現，並將其命名為Resochin。因為它被認為對人類的毒性太強，而遭到忽視長達十年。在第二次世界大戰期間，德意志非洲軍使用氯喹的類似物 - 3-甲基氯喹（稱為Sontochin）治療瘧疾。當盟軍擊敗德軍，進入突尼斯，並取得Sontochin，美軍將這些材料送回國進行分析，導致人們重新對氯喹產生興趣。美國政府資助的抗瘧藥開發臨床試驗明確顯示氯喹有顯著的治療瘧疾功效。:61–66該藥物自1947年起被納入臨床應用，作為預防瘧疾的首選藥物之一。

### 化學合成
氯喹的首次合成在1937年由法本公司（德國化工及製藥綜合企業）專利申請書中披露。在過程的最後一步，4,7-二氯喹啉與1-二乙基氨基-4-氨基戊烷反應。

氯喹合成過程

氯喹的工業化生產線於1949年建成，大量生產後而讓其能被廣泛應用。

## 社會與文化

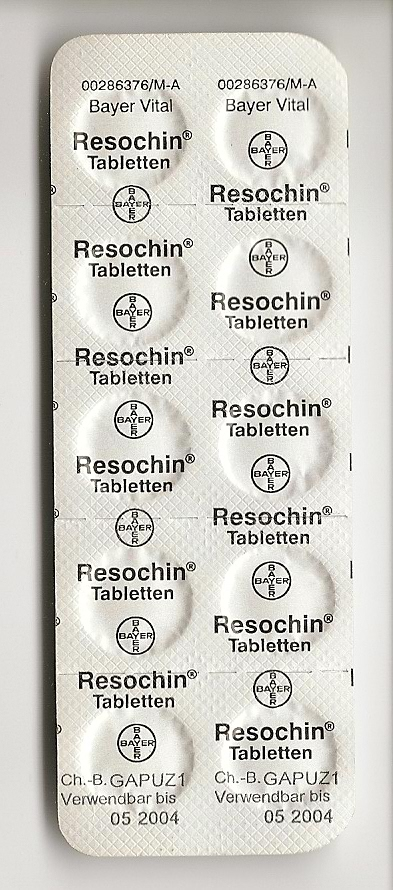
Resochin片劑包裝。

### 配方
氯喹有磷酸鹽、硫酸鹽和鹽酸鹽的片劑形式。通常以磷酸鹽形式配藥。

### 名稱
此藥物的商業品牌名稱有Chloroquine FNA、Resochin、Dawaquin和Lariago。

## 於其他動物應用
氯喹有不同的化學形式，被廣泛應用於水族環境中，用以抑制海葵與藻類的表面生長，並有效控制多種原生動物感染，魚類寄生蟲Amyloodinium ocellatum（原生動物鞭毛蟲）為其中一例。此外，氯喹亦被應用於治療禽類的瘧疾。:1237

## 研究
氯喹被提議作為SARS的治療藥物，體外測試可抑制嚴重急性呼吸道症候群冠狀病毒1型（SARS-CoV）。 於2004年及2005年發表的研究報告均指出氯喹於體外可有效抑制SARS-CoV的複製。

### COVID-19
在COVID-19大流行初期就曾有使用氯喹治療這種病症的研究，但相關工作在2020年夏季基本上即已停止。美國食品藥物管理局（FDA）於2020年4月24日以“嚴重心律問題”的風險為由，發布警告，禁止“在醫院環境或臨床試驗之外”使用該藥物治療COVID-19。FDA於2020年6月15日撤銷此藥物的緊急使用授權，表示“不再有理由相信”氯喹對COVID-19有效或其益處超過“已知和潛在的風險”。美國國家衛生院於2020年秋季發佈治療指南，建議除非是在臨床試驗的情況下，否則不要使用氯喹治療COVID-19。

## 外部連結
- (PDF) (Fact sheet). U.S. Centers for Disease Control and Prevention (CDC).   [2024-10-18]. （原始内容存档 (PDF)于2020-11-25）.
- 维基词典中的词条「氯喹」

Template:Antirheumatic products
Template:Glutamate metabolism and transport modulators